# Vesnický okres
Vesnický okres (rusky сельское поселение) jeden z typů komunálního útvaru v Rusku; představuje termín pro jeden nebo více venkovských sídelních útvarů (obec, vesnice, stanice, osada, žutor, kišlak, aul a dalších venkovských sídel), ve kterém je místní územní samospráva vykonávána přímo obyvateli a (nebo) prostřednictvím volených a dalších orgánů místní samosprávy. Vesnické okresy jsou součástí komunálních rajónů.

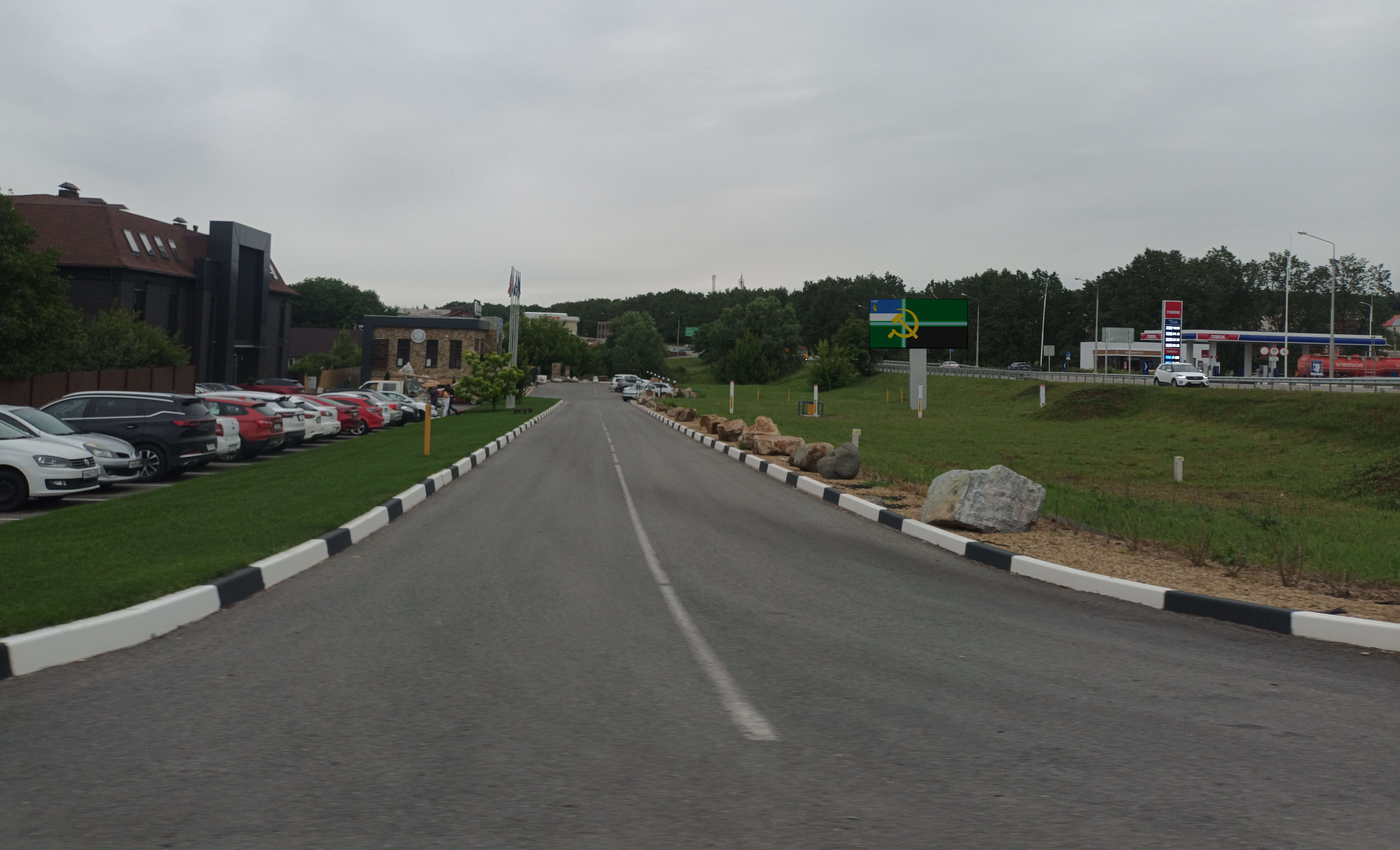
Příklad venkovského sídla. Fotografie z Tavrovského venkovského osídlení

## Charakteristika
Tento typ komunálního útvaru je obsažen v zákoně z roku 2003 „O obecných zásadách organizace místní samosprávy v Ruské federaci“, který vstoupil v platnost v rámci reformy.

## Počet

### Vývoj v Rusku
| podle údajú z 1. ledna | počet vesnických okresů | Ref.                 |
| ---------------------- | ----------------------- | -------------------- |
| 2008                   | 19 861                  | podle údajů Rosstatu |
| 2009                   | 19 863                  | podle údajů Rosstatu |
| 2010                   | 19 591                  | podle údajů Rosstatu |
| 2011                   | 18 996                  | podle údajů Rosstatu |
| 2012                   | 18 833                  | podle údajů Rosstatu |
| 2013                   | 18 722                  | podle údajů Rosstatu |
| 2014                   | 18 525                  | podle údajů Rosstatu |
| 2015                   | 18 654                  | podle údajů Rosstatu |
| 2016                   | 18 177                  | podle údajů Rosstatu |
| 2017                   | 18 101                  | podle údajů Rosstatu |
| 2018                   | 17 772                  | podle údajů Rosstatu |
| 2019                   | 17 380                  | podle údajů Rosstatu |
| 2020                   | 16 821                  | podle údajů Rosstatu |
| 2021                   | 16 332                  | podle údajů Rosstatu |

Podle aktualizovaných údajů z 1. ledna 2021 mělo Rusko na svém území 16 248 vesnických okresů.

### Počet v jednotlivých subjektech Ruska
Od roku 2020 vesnické okresy nenajdeme v Kaliningradské, Magadanské, Moskevské a Sachalinské oblasti v důsledku přeměny všech komunálních rajónů na městské okruhy. V roce 2020 byly ze stejného důvodu zrušeny všechny vesnické okresy na území Stavropolského kraje a v roce 2021 také v Udmurtsku.
| Počet v jednotlivých subjektech Ruské federace (k 1. lednu 2021) | Počet v jednotlivých subjektech Ruské federace (k 1. lednu 2021) | Počet v jednotlivých subjektech Ruské federace (k 1. lednu 2021) |
| Subjekt RF                                                       | Počet                                                            | Podle jiných údajů                                               |
| ---------------------------------------------------------------- | ---------------------------------------------------------------- | ---------------------------------------------------------------- |
| Ruská federace                                                   | 16 332                                                           | 16 248                                                           |
| Centrální federální okruh                                        | 2980                                                             | 2980                                                             |
| Bělgorodská oblast                                               | 174                                                              | 174                                                              |
| Brjanská oblast                                                  | 176                                                              | 176                                                              |
| Vladimirská oblast                                               | 80                                                               | 80                                                               |
| Voroněžská oblast                                                | 416                                                              | 416                                                              |
| Ivanovská oblast                                                 | 92                                                               | 92                                                               |
| Kalužská oblast                                                  | 252                                                              | 252                                                              |
| Kostromská oblast                                                | 116                                                              | 116                                                              |
| Kurská oblast                                                    | 287                                                              | 287                                                              |
| Lipecká oblast                                                   | 286                                                              | 286                                                              |
| Moskevská oblast                                                 |                                                                  |                                                                  |
| Orelská oblast                                                   | 223                                                              | 223                                                              |
| Rjazaňská oblast                                                 | 232                                                              | 232                                                              |
| Smolenská oblast                                                 | 133                                                              | 133                                                              |
| Tambovská oblast                                                 | 231                                                              | 231                                                              |
| Tverská oblast                                                   | 161                                                              | 161                                                              |
| Tulská oblast                                                    | 54                                                               | 54                                                               |
| Jaroslavská oblast                                               | 67                                                               | 67                                                               |
| město Moskva                                                     |                                                                  |                                                                  |
| Severozápadní federální okruh                                    | 853                                                              | 847                                                              |
| Karelská republika                                               | 85                                                               | 85                                                               |
| Komijská republika                                               | 144                                                              | 144                                                              |
| Archangelská oblast                                              | 170                                                              | 164                                                              |
| včetně Něneckého autonomního okruhu                              | 18                                                               | 18                                                               |
| Archangelská oblast bez AO                                       | 152                                                              | 146                                                              |
| Vologdská oblast                                                 | 158                                                              | 158                                                              |
| Kaliningradská oblast                                            |                                                                  |                                                                  |
| Leningradská oblast                                              | 121                                                              | 121                                                              |
| Murmanská oblast                                                 | 9                                                                | 9                                                                |
| Novgorodská oblast                                               | 81                                                               | 81                                                               |
| Pskovská oblast                                                  | 85                                                               | 85                                                               |
| město Petrohrad                                                  |                                                                  |                                                                  |
| Jižní federální okruh                                            | 1667                                                             | 1667                                                             |
| Adygejská republika                                              | 48                                                               | 48                                                               |
| Kalmycká republika                                               | 111                                                              | 111                                                              |
| Krymská republika                                                | 250                                                              | 250                                                              |
| Krasnodarský kraj                                                | 351                                                              | 351                                                              |
| Astrachaňská oblast                                              | 117                                                              | 117                                                              |
| Volgogradská oblast                                              | 399                                                              | 399                                                              |
| Rostovská oblast                                                 | 391                                                              | 391                                                              |
| město Sevastopol                                                 |                                                                  |                                                                  |
| Severokavkazský federální okruh                                  | 1241                                                             | 1241                                                             |
| Republika Dagestán                                               | 700                                                              | 700                                                              |
| Republika Ingušsko                                               | 36                                                               | 36                                                               |
| Kabardsko-balkarská republika                                    | 112                                                              | 112                                                              |
| Karačajsko-čerkeská republika                                    | 83                                                               | 83                                                               |
| Severoosetská republika-Alanie                                   | 97                                                               | 97                                                               |
| Čečenská republika                                               | 213                                                              | 213                                                              |
| Stavropolský kraj                                                |                                                                  |                                                                  |
| Povolžský federální okruh                                        | 4451                                                             | 4468                                                             |
| Baškortostán                                                     | 818                                                              | 818                                                              |
| Marijsko                                                         | 105                                                              | 105                                                              |
| Mordvinsko                                                       | 233                                                              | 233                                                              |
| Tatarstán                                                        | 872                                                              | 872                                                              |
| Udmurtská republika                                              | 302                                                              | 302                                                              |
| Čuvašská republika                                               | 284                                                              | 284                                                              |
| Permský kraj                                                     | 24                                                               | 41                                                               |
| Kirovská oblast                                                  | 247                                                              | 247                                                              |
| Nižněnovgorodská oblast                                          | 192                                                              | 192                                                              |
| Orenburská oblast                                                | 445                                                              | 445                                                              |
| Penzenská oblast                                                 | 264                                                              | 264                                                              |
| Samarská oblast                                                  | 284                                                              | 284                                                              |
| Saratovská oblast                                                | 269                                                              | 269                                                              |
| Uljanovská oblast                                                | 112                                                              | 112                                                              |
| Uralský federální okruh                                          | 961                                                              | 929                                                              |
| Kurganská oblast                                                 | 354                                                              | 322                                                              |
| Sverdlovská oblast                                               | 16                                                               | 16                                                               |
| Ťumeňská oblast                                                  | 349                                                              | 349                                                              |
| včetně: Chantymansijského autonomního okruhu – Jugry             | 57                                                               | 57                                                               |
| Jamalo-něneckého autonomního okruhu                              | 19                                                               | 19                                                               |
| Ťumeňská oblast bez AO                                           | 273                                                              | 273                                                              |
| Čeljabinská oblast                                               | 242                                                              | 242                                                              |
| Sibiřský federální okruh                                         | 2687                                                             | 2677                                                             |
| Altajská republika                                               | 91                                                               | 91                                                               |
| Tuvinská republika                                               | 120                                                              | 120                                                              |
| Chakaská republika                                               | 83                                                               | 83                                                               |
| Altajský kraj                                                    | 641                                                              | 641                                                              |
| Krasnojarský kraj                                                | 457                                                              | 457                                                              |
| Irkutská oblast                                                  | 354                                                              | 354                                                              |
| Kemerovská oblast                                                | 40                                                               | 30                                                               |
| Novosibirská oblast                                              | 427                                                              | 427                                                              |
| Omská oblast                                                     | 363                                                              | 363                                                              |
| Tomská oblast                                                    | 112                                                              | 112                                                              |
| Dálněvýchodní federální okruh                                    | 1492                                                             | 1393                                                             |
| Republika Burjatsko                                              | 247                                                              | 247                                                              |
| Republika Sacha (Jakutsko)                                       | 361                                                              | 361                                                              |
| Zabajkalský kraj                                                 | 318                                                              | 318                                                              |
| Kamčatský kraj                                                   | 46                                                               | 46                                                               |
| Přímořský kraj                                                   | 74                                                               | 74                                                               |
| Chabarovský kraj                                                 | 191                                                              | 191                                                              |
| Amurská oblast                                                   | 218                                                              | 165                                                              |
| Magadanská oblast                                                |                                                                  |                                                                  |
| Sachalinská oblast                                               |                                                                  |                                                                  |
| Židovská autonomní oblast                                        | 17                                                               | 17                                                               |
| Čukotský autonomní okruh                                         | 20                                                               | 20                                                               |